# Niphona paraparallela
Niphona paraparallela är en skalbaggsart som beskrevs av Stefan von Breuning 1979. Niphona paraparallela ingår i släktet Niphona och familjen långhorningar. Inga underarter finns listade i Catalogue of Life.